# Hamars
Hamars est une ancienne commune française, située dans le département du Calvados en région Normandie, devenue le 1er janvier 2016 une commune déléguée au sein de la commune nouvelle du Hom.
Elle est peuplée de 455 habitants.

## Géographie
Hamars est située à 25 kilomètres de Caen et 7 kilomètres d'Aunay-sur-Odon, en Suisse normande.

## Toponymie
Le nom de la localité est mentionné sous la forme Hamarz en 1196.
Il est peut-être issu du vieux norrois hamarr au sens de « colline rocheuse » cf. Hamar (Norvège). Homonymie avec le Hamars, hameau au Mesnil-Germain, commune du pays d'Auge.

## Histoire
Le 30 juillet 1944, un avion britannique fut abattu par la DCA provoquant la mort de quatre français du Groupe de bombardement Lorraine des forces alliées. Une stèle rappelle cet évènement.
Le 1er janvier 2016, Hamars intègre avec quatre autres communes la commune du Hom créée sous le régime juridique des communes nouvelles instauré par la loi no 2010-1563 du 16 décembre 2010 de réforme des collectivités territoriales. Les communes de Caumont-sur-Orne, Curcy-sur-Orne, Hamars, Saint-Martin-de-Sallen et Thury-Harcourt deviennent des communes déléguées et Thury-Harcourt est le chef-lieu de la commune nouvelle.

## Politique et administration

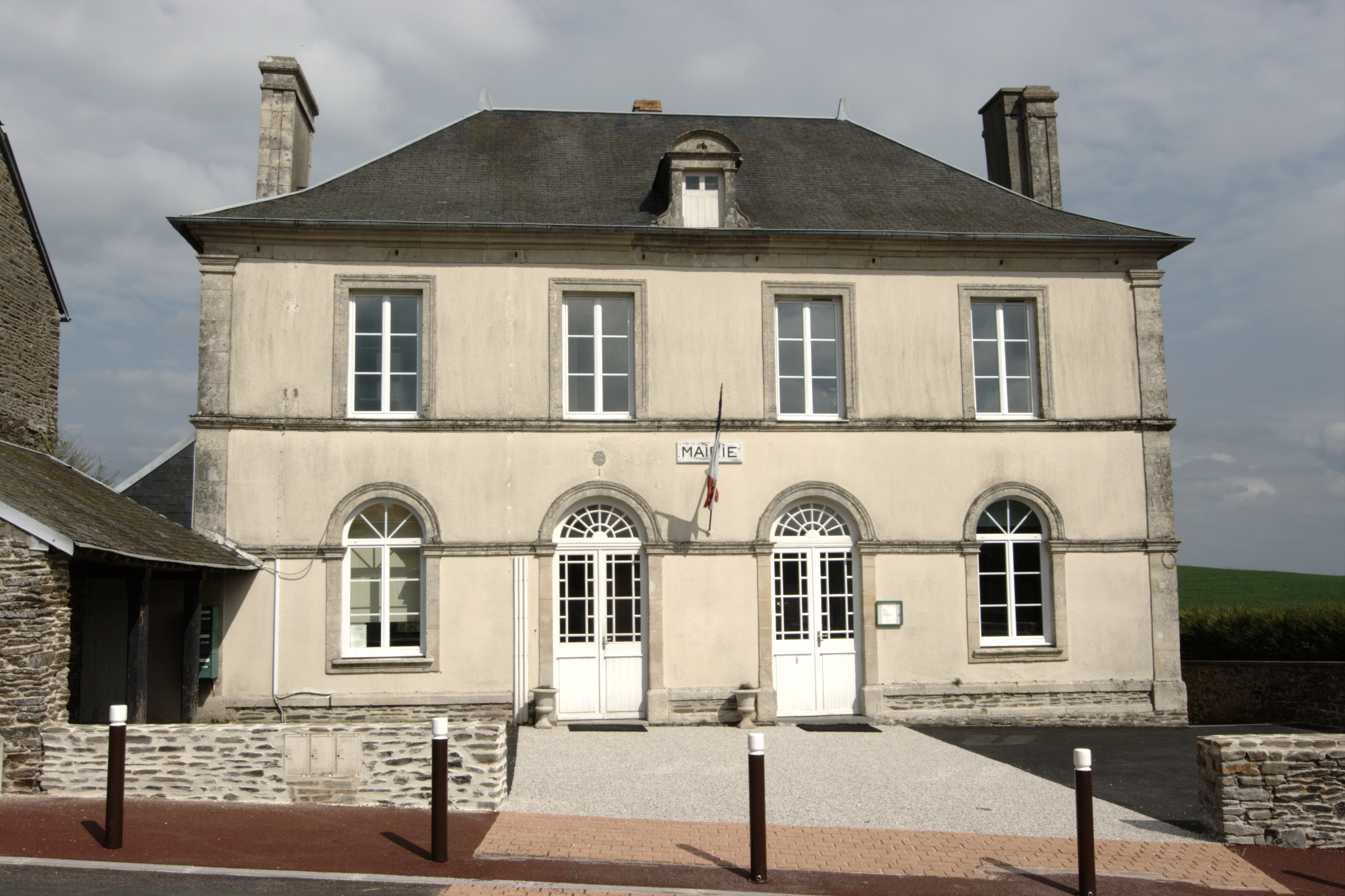
La mairie.

| Période                                  | Période       | Identité            | Étiquette | Qualité |
| ---------------------------------------- | ------------- | ------------------- | --------- | ------- |
| (avant 1988)                             | 1995          | André Vautier       |           |         |
| 1995                                     | décembre 2015 | Jean-Claude Leclerc | SE        |         |
| Les données manquantes sont à compléter. |               |                     |           |         |

## Démographie
En 2021, la commune comptait 455 habitants. Depuis 2004, les enquêtes de recensement dans les communes de moins de 10 000 habitants ont lieu tous les cinq ans (en 2006, 2011, 2016, etc. pour Hamars) et les chiffres de population municipale légale des autres années sont des estimations.
| 1793 | 1800 | 1806  | 1821 | 1831 | 1836 | 1841 | 1846 | 1851 |
| ---- | ---- | ----- | ---- | ---- | ---- | ---- | ---- | ---- |
| 956  | 677  | 1 026 | 840  | 841  | 818  | 802  | 835  | 844  |

| 1856 | 1861 | 1866 | 1872 | 1876 | 1881 | 1886 | 1891 | 1896 |
| ---- | ---- | ---- | ---- | ---- | ---- | ---- | ---- | ---- |
| 796  | 833  | 829  | 738  | 735  | 719  | 710  | 698  | 642  |

| 1901 | 1906 | 1911 | 1921 | 1926 | 1931 | 1936 | 1946 | 1954 |
| ---- | ---- | ---- | ---- | ---- | ---- | ---- | ---- | ---- |
| 615  | 595  | 555  | 424  | 358  | 372  | 308  | 283  | 297  |

| 1962 | 1968 | 1975 | 1982 | 1990 | 1999 | 2006 | 2011 | 2016 |
| ---- | ---- | ---- | ---- | ---- | ---- | ---- | ---- | ---- |
| 274  | 232  | 231  | 346  | 343  | 390  | 417  | 439  | 460  |

| 2019 | - | - | - | - | - | - | - | - |
| ---- | - | - | - | - | - | - | - | - |
| 461  | - | - | - | - | - | - | - | - |

## Lieux et monuments
- Église Notre-Dame, XVIIIe siècle.

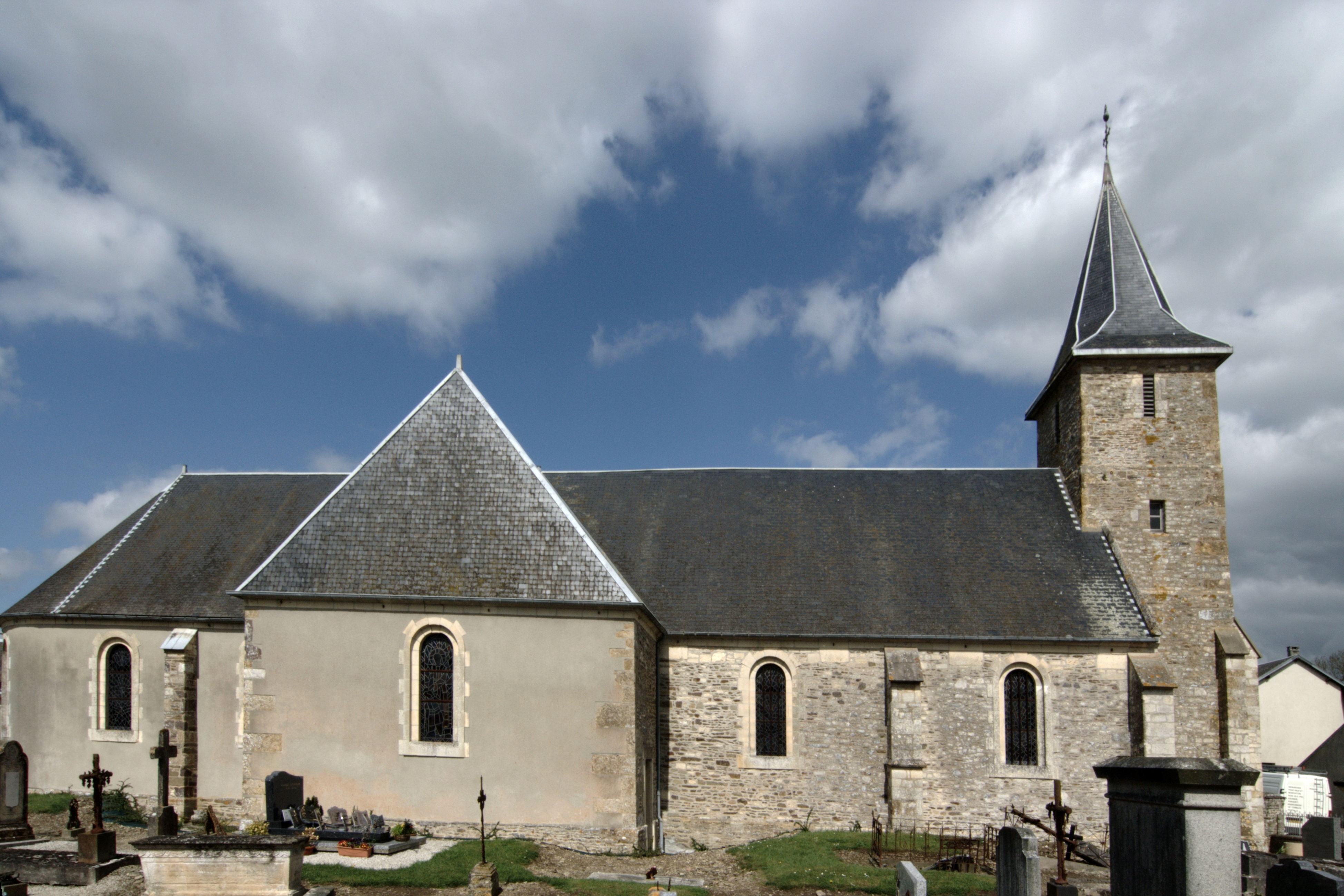
L'église Notre-Dame.

- Chapelle de la Vallée, inaugurée en 1946.

## Personnalités liées à la commune
- Raymond Gibert-Seigneureau (1919-1944), résistant français, Compagnon de la Libération, mort dans le crash du bombardier de Hamars.